# 6-Nonenal
6-Nonenal ist eine chemische Verbindung aus der Gruppe der Aldehyde die in zwei konfigurationsisomeren Formen (cis- bzw. Z- und trans-  bzw. E-Form) vorkommt.

## Vorkommen

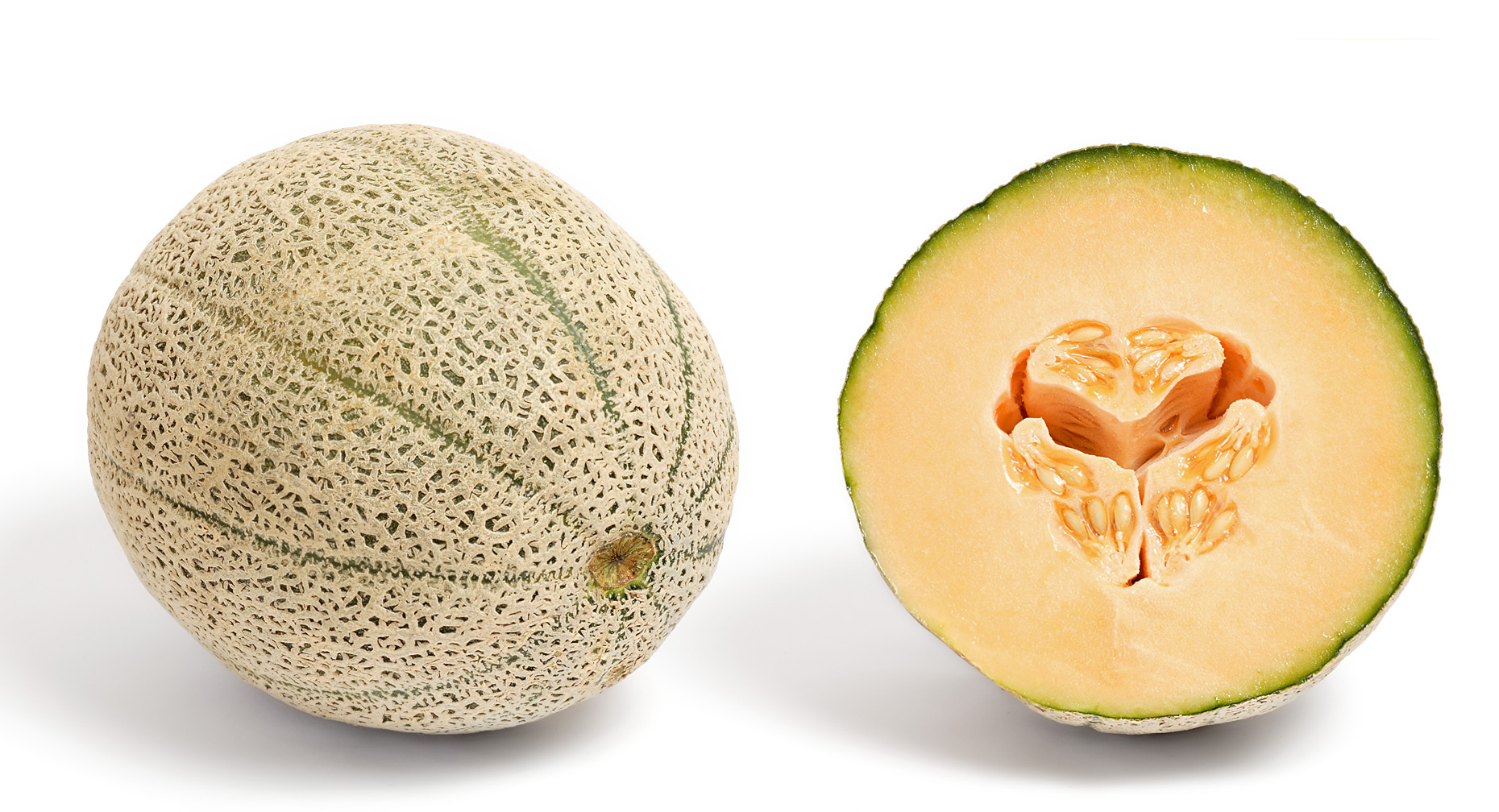
Zuckermelonen enthalten natürlicherweise cis-6-Nonenal

cis-6-Nonenal kommt natürlich in Gurken und Zuckermelonen vor.
Keppler et al. (1965) identifizierten (E)- und (Z)-6-Nonenal als die Aroma-Komponenten von gehärtetem Leinöl, während Kemp et al. (1972a) herausfand, dass (Z)-6-Nonenal die Komponente ist, die für das Zuckermelonenaroma charakteristisch ist. Sie wurde auch Fisch und der Pepinofrucht (Solanum muricatum) nachgewiesen. trans-6-Nonenal wurde im Geruch von Milchpulver nachgewiesen.

## Gewinnung und Darstellung
(Z)-6-Nonenal kann in einer mehrstufigen Reaktion ausgehend von (Z)-3-Hexen-1-ol, mit (Z)-5-Octen-1-ol als Zwischenprodukt, gewonnen werden. Die Verbindung kann auch durch katalytische Hydrierung des entsprechenden Diethylacetal und anschließender Hydrolyse dargestellt werden.

## Eigenschaften
cis-6-Nonenal ist eine farblose bis gelbliche Flüssigkeit mit melonenartigem Geruch.

## Verwendung
cis-6-Nonenal wird als Aromastoff verwendet und ist in der EU durch die Verordnung (EG) Nr. 1334/2008 unter der FL-Nummer 05.059 zugelassen.